# Helgi Daner
Helgi Daner er en historisk inspireret roman fra 2014, skrevet af Josefine Ottesen. Romanen er en gendigtning af fortællingen om Holger Danske og er både blevet beskrevet som et helte-epos og mindende om om et computerspil i high speed. Helgi Daner fik gode anmeldelser, ved sin udgivelse.

Romanen er udgivet på Josefine Ottesens eget forlag og i forbindelse med udgivelsen lanceret som "familieroman" med en lang række medfølgende aktiviteter både analogt og digitalt, rettet mod hele familien.

## Handling
Handlingen er placeret omkring år 800. Danermarkens konge, Gøtrik, forelsker sig i alfekvinden Svanhild. Selvom hun ved, at det vil koste hende livet, føder hun kongen en arving, Helgi, men Gøtriks onde mor, Jofrid, forlanger den nyfødte dræbt, som det troldepak han er efter hendes mening. Kongens fosterbror Eskil tager dog drengen til sig og opdrager ham som sin egen. Under en julekomsammen fortæller Eskil kongen sandheden, og Helgi bliver nu officielt udnævnt som den rigtige arving til kongetronen.
Helgi skal nu blive ved Gøtriks hof, men selvom han er kongens retmæssige søn, bliver tiden ikke let for ham. Jofrid især, men også den magtfulde Hvideslægt, er konstant ude efter drengen, og endnu værre bliver det, da Helgi bliver givet til den magtfulde frankerkonge, Karlmagne, som gidsel og pant for fremtidige skatter. Helgi føres til frankernes hovedstad, Akka (det nuværende Achen), hvor han bliver opfostret sammen med fyrst Aymons (Karlmagnes skatmester) egne børn, og med årene udvikler Helgi sig til både at blive en dygtig og også lærd kriger. Helgi skal komme til at udmærke sig som kriger under Karlmagne, men begivenheder hjemme i Danermarken tvinger ham til at vende hjem og følge sin skæbne.

## Opbygning og musik
Helgi Daner er bygget op i 4 dele, der hver indledes af en sang i folkevisetradition. Teksterne er af Josefine Ottesen og musikken er komponeret af Jan Schønemann.

De fire dele hedder Nornens tråd, Sværdets sang, En stjerne i mørkets mulm og Smykket med hæder.

Kapiteloverskrifterne i bogen er samtidig den første linje i hvert af versene.

## Projektsamarbejde
Helgi Daner efter udgivelsen brugt af Folkekirkens Skoletjeneste til tværfaglige undervisningsforløb i kristendomskundskab, dansk og historie og bruges stadig i den sammenhæng. Til dette projektsamarbejde er bogen også udgivet i en forkortet udgave.

## Udgaver
Der findes følgende udgaver af Helgi Daner:
- Helgi Daner, standardudgave, Josefine Ottesen Forlag 2014
- Helgi Daner, særudgave, Josefine Ottesen Forlag 2014 - inkl. aktivitetshæfte og 26 karakterkort
- Helgi Daner, lydbog, Josefine Ottesen Forlag 2014
- Helgi Daner, forkortet udgave til skolebrug, Josefine Ottesen Forlag 2016
- Helgi Daner, forkortet lydbog til skolebrug, Josefine Ottesen Forlag 2016

## Eksterne links
- Landsnetværket af folkekirkelige skoletjenester og skole-kirke samarbejders Helgi Daner-hjemmeside
- Josefine Ottesens hjemmeside, med meget information og videoer om Helgi Daner